# Olympische Sommerspiele 2012/Schwimmen – 800 m Freistil (Frauen)
Der Wettbewerb über 800 Meter Freistil der Frauen bei den Olympischen Spielen 2012 in London wurde am 2. und 3. August 2012 im London Aquatics Centre ausgetragen. 36 Athletinnen nahmen daran teil.
Es fanden fünf Vorläufe statt. Die acht schnellsten Schwimmerinnen aller Vorläufe qualifizierten sich für das Finale, das am gleichen Tag ausgetragen wurde.
Abkürzungen:

WR = Weltrekord, OR = olympischer Rekord, NR = nationaler Rekord

ER = Europarekord, NAR = Nordamerikarekord, SAR = Südamerikarekord, ASR = Asienrekord, AFR = Afrikarekord, OZR = Ozeanienrekord

PB = persönliche Bestleistung, JWB = Jahresweltbestzeit

## Bestehende Rekorde
| Weltrekord         | Rebecca Adlington ( Vereinigtes Königreich) | 8:14,10 min | Peking, Volksrepublik China | 16. August 2008 |
| Olympischer Rekord | Rebecca Adlington ( Vereinigtes Königreich) | 8:14,10 min | Peking, Volksrepublik China | 16. August 2008 |

## Titelträger
| Olympiasieger | Rebecca Adlington ( Vereinigtes Königreich) | 8:14,10 min | Peking 2008   |
| Weltmeister   | Rebecca Adlington ( Vereinigtes Königreich) | 8:17,51 min | Shanghai 2011 |
| Europameister | Boglárka Kapás ( Ungarn)                    | 8:26,49 min | Debrecen 2012 |

## Vorlauf

### Vorlauf 1
2. August 2012
| Platz | Name                  | Nation      | Zeit        | Anmerkung |
| ----- | --------------------- | ----------- | ----------- | --------- |
| 1     | Samantha Arevalo      | Ecuador     | 8:49,21 min | NR        |
| 2     | Pamela Benitez        | El Salvador | 9:02,66 min |           |
| 3     | Daniella van den Berg | Aruba       | 9:23,21 min |           |
| 4     | Simona Marinova       | Mazedonien  | 9:28,41 min |           |

### Vorlauf 2
2. August 2012
| Platz | Name                        | Nation        | Zeit        | Anmerkung |
| ----- | --------------------------- | ------------- | ----------- | --------- |
| 1     | Julia Hassler               | Liechtenstein | 8:35,18 min | NR        |
| 2     | Katya Bachrouche            | Libanon       | 8:35,88 min |           |
| 3     | Tjaša Oder                  | Slowenien     | 8:41,82 min |           |
| 4     | Patricia Castañeda Miyamoto | Mexiko        | 8:44,44 min |           |
| 5     | Nina Dittrich               | Österreich    | 8:45,41 min |           |
| 6     | Khoo Cai Lin                | Malaysia      | 8:51,18 min |           |
| 7     | Lynette Lim                 | Singapur      | 8:52,92 min |           |
| 8     | Han Na-Kyeong               | Südkorea      | 8:57,26 min |           |

### Vorlauf 3
2. August 2012
| Platz | Name             | Nation             | Zeit        | Anmerkung |
| ----- | ---------------- | ------------------ | ----------- | --------- |
| 1     | Katie Ledecky    | Vereinigte Staaten | 8:23,84 min |           |
| 2     | Mireia Belmonte  | Spanien            | 8:25,26 min |           |
| 3     | Alexa Komarnycky | Kanada             | 8:28,11 min |           |
| 4     | Wendy Trott      | Südafrika          | 8:28,98 min |           |
| 5     | Éva Risztov      | Ungarn             | 8:29,06 min |           |
| 6     | Ellie Faulkner   | Großbritannien     | 8:38,00 min |           |
| 7     | Jelena Sokolowa  | Russland           | 8:42,73 min |           |
| —     | Gráinne Murphy   | Irland             | DNS         |           |

### Vorlauf 4
2. August 2012
| Platz | Name            | Nation     | Zeit        | Anmerkung |
| ----- | --------------- | ---------- | ----------- | --------- |
| 1     | Lotte Friis     | Dänemark   | 8:21,89 min |           |
| 2     | Boglárka Kapás  | Ungarn     | 8:26,43 min |           |
| 2     | Andreina Pinto  | Venezuela  | 8:26,43 min | NR        |
| 4     | Coralie Balmy   | Frankreich | 8:27,15 min |           |
| 5     | Kristel Köbrich | Chile      | 8:29,55 min |           |
| 6     | Kylie Palmer    | Australien | 8:35,75 min |           |
| 7     | Camelia Potec   | Rumänien   | 8:38,44 min |           |
| 8     | Xin Xin         | China      | 8:40,88 min |           |

### Vorlauf 5
2. August 2012
| Platz | Name              | Nation             | Zeit        | Anmerkung |
| ----- | ----------------- | ------------------ | ----------- | --------- |
| 1     | Rebecca Adlington | Großbritannien     | 8:21,78 min |           |
| 2     | Lauren Boyle      | Neuseeland         | 8:25,91 min | NR        |
| 3     | Shao Yiwen        | China              | 8:27,78 min |           |
| 4     | Erika Villaécija  | Spanien            | 8:27,99 min |           |
| 5     | Savannah King     | Kanada             | 8:29,72 min |           |
| 6     | Cecilia Biagioli  | Argentinien        | 8:33,97 min | NR        |
| 7     | Jessica Ashwood   | Australien         | 8:37,21 min |           |
| 8     | Kate Ziegler      | Vereinigte Staaten | 8:37,38 min |           |

## Finale
Erstmals schlugen alle Finalistinnen in einer Zeit unter 8:30 Minuten an.

Katie Ledecky ist die jüngste Siegerin über diese Distanz und die siebtjüngste Olympiasiegerin im Schwimmen. Zudem schwamm sie die zweitschnellste je erreichte Zeit auf dieser Strecke.

Mireia Belmonte ist die erste spanische Medaillengewinnerin in dieser Disziplin.
3. August 2012, 19:45 Uhr MEZ
| Platz | Name              | Nation             | Zeit        | Anmerkung |
| ----- | ----------------- | ------------------ | ----------- | --------- |
| 1     | Katie Ledecky     | Vereinigte Staaten | 8:14,63 min | NAR       |
| 2     | Mireia Belmonte   | Spanien            | 8:18,76 min | NR        |
| 3     | Rebecca Adlington | Großbritannien     | 8:20,32 min |           |
| 4     | Lauren Boyle      | Neuseeland         | 8:22,72 min | OZR       |
| 5     | Lotte Friis       | Dänemark           | 8:23,86 min |           |
| 6     | Boglárka Kapás    | Ungarn             | 8:23,89 min | NR        |
| 7     | Coralie Balmy     | Frankreich         | 8:29,26 min |           |
| 8     | Andreina Pinto    | Venezuela          | 8:29,28 min |           |

## Videoaufzeichnungen
- Vorläufe
- Finale

## Bildergalerie

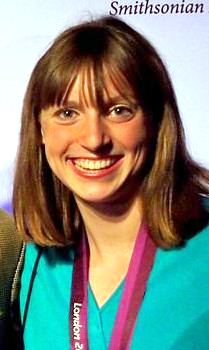
Olympiasiegerin Katie Ledecky (USA)
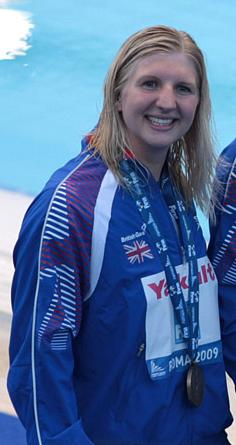
Titelverteidigerin Rebecca Adlington (GBR) gewinnt Bronze
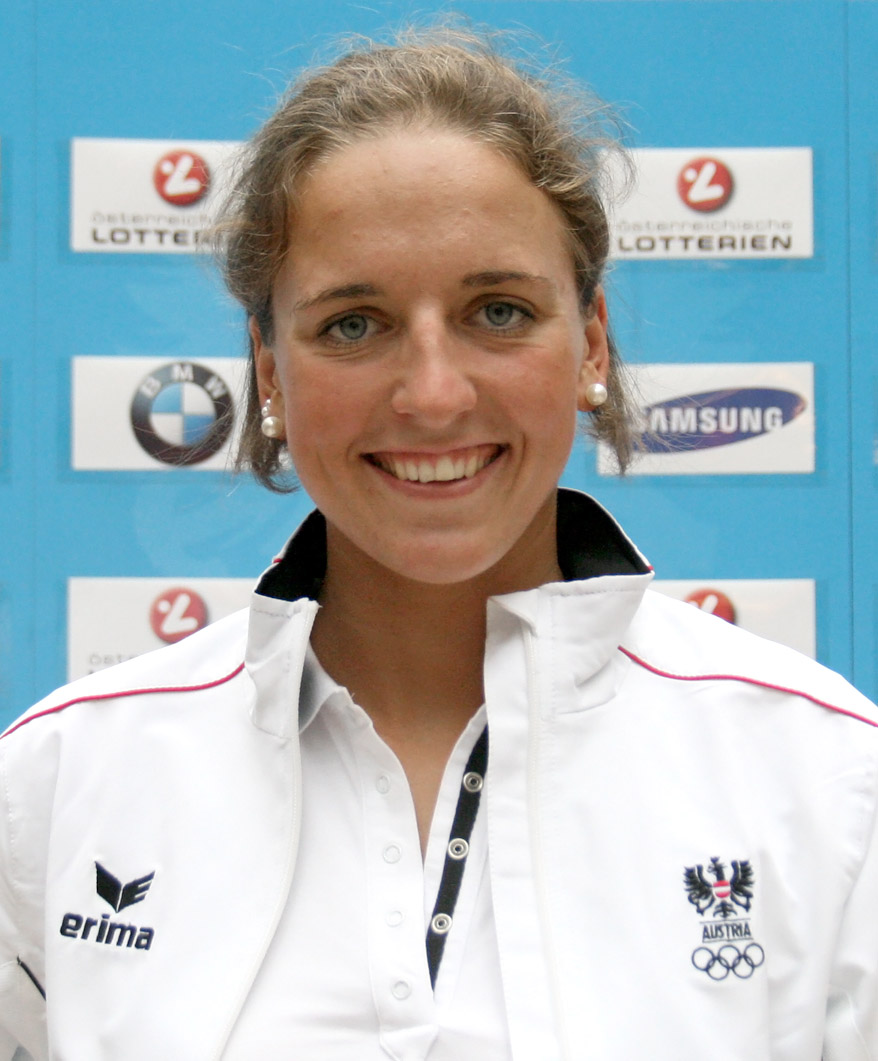
Die Österreicherin Nina Dittrich scheitert im Vorlauf
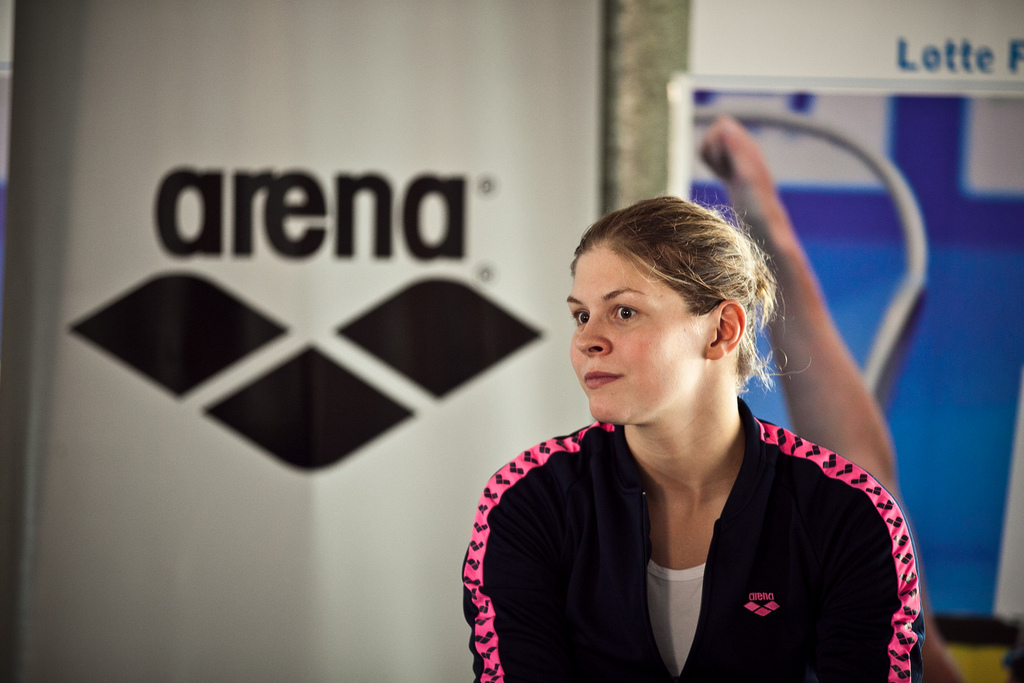
Lotte Friis (DEN), Platz 5